# Стеганография
Стеганографията е изкуство и наука за писане на скрити съобщения по такъв начин, че никой освен получателя да не разбере за съществуването на съобщението; това е в противовес на криптографията, при която съществуването на писмото не е скрито, а само неговото съдържание.
„Стеганография“ е гръцка дума и означава скрито писане. Корените и достигат до 400 пр.н.е. Херодот споменава два примера на стеганография в Историите на Херодот.
Стеганографското съобщение често е предварително криптирано чрез традиционни средства, и след това съобщението-прикритие е модифицирано по такъв начин, че да съдържа криптираното съобщение.

## Прилики и разлики с криптографията
- Една и съща цел: запазване на поверителни данни в целостта им; защита срещу неправомерен достъп
- Стеганографията не променя структурата на съобщението – криптографията променя стандартната структура на секретното съобщение, при прехвърлянето му по мрежата
- Стеганографски могат да бъдат текст, видео, звук, изображения, докато при криптографията обект са само текстови файлове.[3]